# Vancleave
Vancleave is een plaats (census-designated place) in de Amerikaanse staat Mississippi, en valt bestuurlijk gezien onder Jackson County.

## Demografie
Bij de volkstelling in 2000 werd het aantal inwoners vastgesteld op 4910.

## Geografie
Volgens het United States Census Bureau beslaat de plaats een oppervlakte van
114,2 km², waarvan 112,4 km² land en 1,8 km² water. Vancleave ligt op ongeveer 1 m boven zeeniveau.

## Plaatsen in de nabije omgeving
De onderstaande figuur toont nabijgelegen plaatsen in een straal van 20 km rond Vancleave.